# Aszparaginsav
Az l-aszparaginsav (α-amino-borostyánkősav) a fehérjealkotó 20 α-aminosav egyike, rövidítése Asp vagy D. A kodonjai GAU és GAC. Az ember számára nem esszenciális aminosav.
Képlete: HOOC−CH(NH2)−CH2−COOH.
Savas (anionos) csoportot tartalmaz oldalláncként.
Nagy mennyiségben van jelen sok növényi és állati fehérjében.
A glutaminsavval együtt a gerincesek központi idegrendszerében a szinapszisok több mint 50%-ában neurotranszmitterként (ingerületátadás) működik.
d-térszerkezetű sztereoizomerje a bacitracin A nevű antibiotikum alkotórésze.
Szerepe a központi idegrendszer védelmében van. Segíti a hangulatingadozások elkerülését, mind az extrém idegesség, mind az extrém nyugalom kialakulását megelőzi. A karbamidcikluson keresztül méregtelenítő hatású aminosav, részt vesz az ammónia eltávolításában.